# Blandford (Massachusetts)
Blandford és una població dels Estats Units a l'estat de Massachusetts. Segons el cens del 2000 tenia 1.214 habitants.

## Demografia
Segons el cens del 2000, Blandford tenia 1.214 habitants, 456 habitatges, i 350 famílies. La densitat de població era de 9,1 habitants per km².
Dels 456 habitatges en un 33,3% hi vivien nens de menys de 18 anys, en un 65,4% hi vivien parelles casades, en un 6,4% dones solteres, i en un 23,2% no eren unitats familiars. En el 19,5% dels habitatges hi vivien persones soles el 6,6% de les quals corresponia a persones de 65 anys o més que vivien soles. El nombre mitjà de persones vivint en cada habitatge era de 2,66 i el nombre mitjà de persones que vivien en cada família era de 3,03.
Per edats la població es repartia de la següent manera: un 24,1% tenia menys de 18 anys, un 6,6% entre 18 i 24, un 27,8% entre 25 i 44, un 31,8% de 45 a 60 i un 9,6% 65 anys o més.
L'edat mediana era de 40 anys. Per cada 100 dones de 18 o més anys hi havia 98,1 homes.
La renda mediana per habitatge era de 52.935 $ i la renda mediana per família de 59.375$. Els homes tenien una renda mediana de 37.708 $ mentre que les dones 32.917$. La renda per capita de la població era de 24.285$. Entorn de l'1,7% de les famílies i el 3,4% de la població estaven per davall del llindar de pobresa.